# Mistrzostwa Afryki w Piłce Siatkowej Kobiet 1976
I Mistrzostwa Afryki w piłce siatkowej - turniej rozegrany w Port Saidzie w Egipcie w 1976 roku, wygrały gospodynie, które wyprzedziły reprezentantki Tunezji i Maroka.

## System rozgrywek
Reprezentacje zagrały systemem każdy z każdym.
1. Egipt
2. Tunezja
3. Maroko

## Klasyfikacja końcowa
| 1. | Egipt   |
| 2. | Tunezja |
| 3. | Maroko  |